# 입시 학원
입시 학원(cram school; 구어체로: crammer, test prep, tuition center, exam factory)은 학생들이 특정 목표를 달성하도록 훈련시키는 전문 학교로, 가장 일반적으로는 고등학교나 대학 입학 시험에 합격하는 것이다. 영어 이름은 속어인 크래밍(cramming)에서 유래되었으며, 짧은 시간에 많은 양의 자료를 공부한다는 의미이다. "크래머(crammer)"라는 단어는 학교나 학생의 크래밍을 도와주는 개별 교사를 지칭하는 데 사용될 수 있다.

## 같이 보기
- 학원
- 전세
- 벼락치기 공부(cramming)